# Grigóris Kástanos
Grigóris Kástanos (grec moderne : Γρηγόρης Κάστανος), né le 30 janvier 1998 à Sotira à Chypre, est un footballeur international chypriote qui évolue au poste de milieu offensif à l'Hellas Verona.

## Biographie

### Carrière en club
Avec l'équipe des moins de 19 ans de la Juventus, il inscrit le 25 novembre 2015 un doublé contre le club de Manchester City en UEFA Youth League.

### Carrière internationale
Il reçoit sa première sélection en équipe de Chypre le 28 mars 2015, lors d'un match contre la Belgique comptant pour les éliminatoires de l'Euro 2016 (défaite 5-0 à Bruxelles).